# Рутьес, Грэм
Грэм Уэйн Рутьеc (нидерл. Graeme Wayne Rutjes; род. 26 марта 1960, Сидней) — нидерландский футболист, полузащитник.

## Клубная карьера
Грэм родился в Сиднее, Австралия. Тем не менее, в раннем возрасте стал заниматься футболом в Нидерландах, а именно в молодёжном составе клуба «Ньиверкерк». Затем Рутьес краткий период времени играл в американском «Портленде», а по возвращении стал игроком «Эксельсиора». Именно в этом клубе Рутьес стал ключевым игроком в составе и провёл в нём пять лет. В 1985 стал игроком бельгийского «Мехелена». Проявив себя в бельгийском клубе, Грэм получил вызов в главную сборную страны.

## Статистика

### Матчи Рутьеса за сборную Нидерландов
| Матчи Рутьеса за сборную Нидерландов | Матчи Рутьеса за сборную Нидерландов | Матчи Рутьеса за сборную Нидерландов | Матчи Рутьеса за сборную Нидерландов | Матчи Рутьеса за сборную Нидерландов | Матчи Рутьеса за сборную Нидерландов |
| ------------------------------------ | ------------------------------------ | ------------------------------------ | ------------------------------------ | ------------------------------------ | ------------------------------------ |
| №                                    | Дата                                 | Соперник                             | Счёт                                 | Голы Рутьеса                         | Соревнование                         |
| 1                                    | 22 марта 1989                        | СССР                                 | 2:0                                  | —                                    | Товарищеский матч                    |
| 2                                    | 26 апреля 1989                       | ФРГ                                  | 1:1                                  | —                                    | Чемпионат мира 1990 (отбор)          |
| 3                                    | 31 мая 1989                          | Финляндия                            | 1:0                                  | —                                    | Чемпионат мира 1990 (отбор)          |
| 4                                    | 6 сентября 1989                      | Дания                                | 2:2                                  | —                                    | Товарищеский матч                    |
| 5                                    | 11 октября 1989                      | Уэльс                                | 2:1                                  | 1                                    | Чемпионат мира 1990 (отбор)          |
| 6                                    | 28 марта 1990                        | СССР                                 | 1:2                                  | —                                    | Товарищеский матч                    |
| 7                                    | 3 июня 1990                          | Югославия                            | 2:0                                  | —                                    | Товарищеский матч                    |
| 8                                    | 12 июня 1990                         | Египет                               | 1:1                                  | —                                    | Чемпионат мира 1990                  |
| 9                                    | 26 сентября 1990                     | Италия                               | 0:1                                  | —                                    | Товарищеский матч                    |
| 10                                   | 17 октября 1990                      | Португалия                           | 0:1                                  | —                                    | Чемпионат Европы 1992 (отбор)        |
| 11                                   | 21 ноября 1990                       | Греция                               | 2:0                                  | —                                    | Чемпионат Европы 1992 (отбор)        |
| 12                                   | 17 апреля 1991                       | Финляндия                            | 2:0                                  | —                                    | Чемпионат Европы 1992 (отбор)        |
| 13                                   | 5 июня 1991                          | Финляндия                            | 1:1                                  | —                                    | Чемпионат Европы 1992 (отбор)        |

Итого: 13 матчей / 1 гол; 6 побед, 4 ничьи, 3 поражения.